# حمض نووي

مقارنة بين تركيبي الدنا (DNA) على اليمين والرنا (RNA) على اليسار

الأحماض النووية هي بوليمراتٌ حيوية (أو جزيئاتٌ حيوية كبيرة) ضروريةٌ لكافة أشكال الحياة المعروفة. يُعتبر مصطلح الحمض النووي شاملًا للحمض النووي الريبوزي منقوص الأكسجين (DNA) والحمض النووي الريبوزي (RNA)،(1) وهي تتألفُ من نيوكليوتيداتٍ، التي تكون أحاديات القسيمات مكونةً من ثلاث مكوناتٍ: سكر خماسي الكربون، ومجموعة فوسفات، وقاعدة نيتروجينية. إذا كان السكر ريبوزًا فإنَّ المبلمر هو حمض نووي ريبوزي (رنا)، أما إذا كان السكر مشتقًا من الريبوز على هيئة ريبوز منقوص الأكسجين فإنَّ المبلمر الناتج هو حمض نووي ريبوزي منقوص الأكسجين (دنا).
تُعتبر الأحماض النووية الجزيء الأكثر أهميةً في جميع الجزيئات الحيوية. تُوجد بكثرةٍ في جميع الكائنات الحية، حيثُ تعمل على إنشاء وتشفير ثم تخزين المعلومات الخاصة بكل خليةٍ حيةٍ لكلٍ كائن حي على وجه الأرض. وبدورها تعملُ على نقل هذه المعلومات والتعبير عنها داخل وخارج نواة الخلية (إلى العمليات الخلوية الداخلية وفي النهاية إلى الجيل التالي لكلٍ كائنٍ حي). تُحتَوى المعلومات المُشفرة وتُنقل عبر تسلسل الحمض النووي، والذي يُوفر ترتيبًا سُلمي للنيوكليوتيدات داخل جزيئات الحمض النووي الريبوزي والحمض النووي الريبوزي منقوص الأكسجين.
تُربط سلاسل النيوكليوتيدات لتشكيل السلسلة الرئيسية الحلزونية (نموذجيًا يحتوي واحدًا الحمض النووي الريبوزي على واحدةٍ والحمض النووي الريبوزي منقوص الأكسجين على اثنتين)، وتُجمع في سلاسلٍ من أزواجٍ القواعد المُختارة من القواعد النووية الأساسية أو المقبولة الخمسة، وهي: الأدينين، والسايتوسين، والغوانين، والثايمين، واليواسيل. يُوجد الثايمين فقط في الحمض النووي الريبوزي منقوص الأكسجين (دنا) واليواسيل فقط في الحمض النووي الريبوزي (رنا). باستعمال الأحماض الأمينية والعملية المعروفة باسم الاصطناع الحيوي للبروتين، فإنَّ تسلسلًا معينًا في الحمض النووي الريبوزي منقوص الأكسجين (دنا) لهذه الأزواج القاعدية النووية يُتيح تخزين ونقل تعليماتٍ مشفرةٍ مثل الجينات. أما في الحمض النووي الريبوزي (رنا)، فإنَّ تسلسل الأزواج القاعدية يُزودُ لتصنيع بروتيناتٍ جديدةٍ تُحدد الإطارات والأجزاء ومعظم العمليات الكيميائية لجميع أشكال الحياة.

## التاريخ

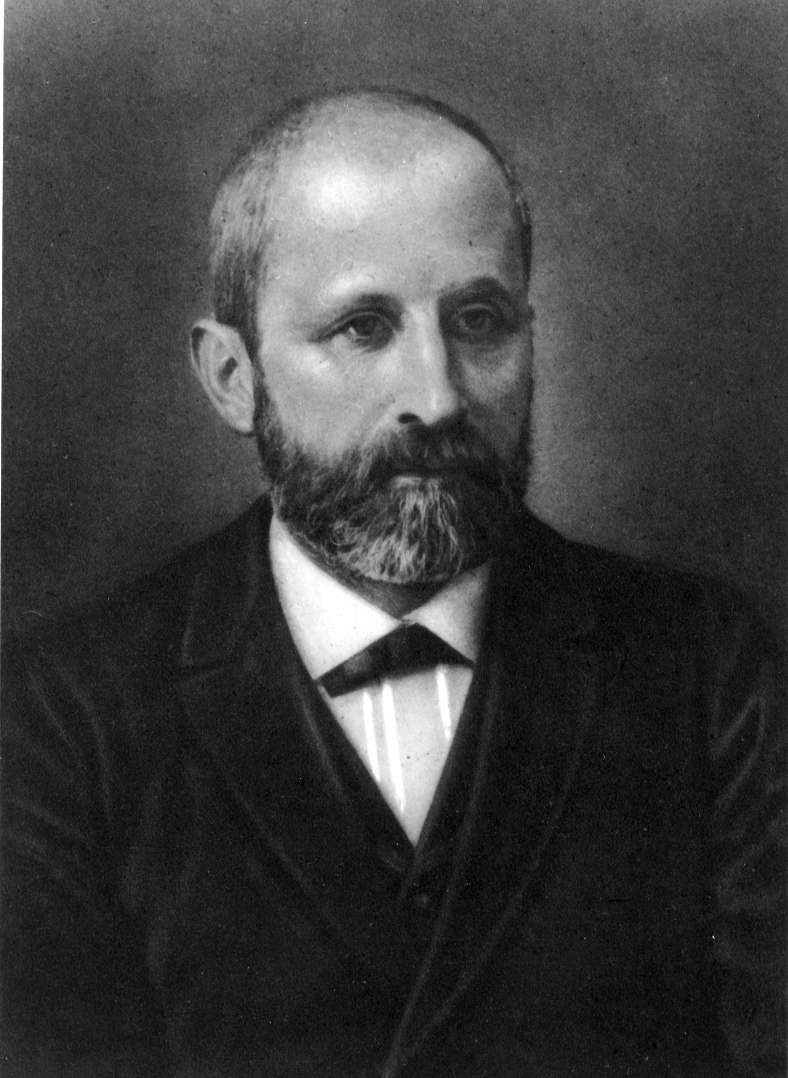
العالم السويسري فريدريك ميسشر مُكتشف الأحماض النووية (الدنا) في 1868. لاحقًا، أثار فكرة أنه يُمكن أن تشارك هذه الأحماض في الوراثة.

- اكتُشف النوكلين(2) (بالإنجليزية: Nuclein)‏ بواسطة فريدريك ميسشر عام 1869.[10]
- في أوائل ثمانينيات القرن التاسع عشر، قام ألبرشت كوسل بتنقية المادة واكتشف خصائصها الحمضية العالية. كما حدد القواعد النووية لاحقًا.
- في عام 1889، وضع ريتشارد التمان مصطلح الحمض النووي (بالإنجليزية: nucleic acid)‏.
- في عام 1938، نشر أستبري وبيل أولَ نمط حيودٍ للأشعة السينية من الحمض النووي الريبوزي منقوص الأكسجين.[11]
- في عام 1952، نشرت روزاليند فرانكلين صورًا خاصة لبلورات من الدنا عالي النقاوة اعتمادًا على خاصية حيود الأشعة السينية استنتجت منها الشكل الحلزوني للدنا، وأنه يتكون من أكثر من شريط[12]
- في عام 1953، حدد جيمس واتسون وفرنسيس كريك بنية الحمض النووي الريبوزي منقوص الأكسجين.[13]

تشكل الدراسات التجريبية للأحماض النووية جزءًا كبيرًا من الأبحاث الحيوية والطبية الحديثة، وتشكل أساسًا لعلوم الجينوم والأدلة الجنائية، والتقانة الحيوية والصناعات الدوائية.

## الظهور والتسمية
يشملُ مصطلح الحمض النووي (بالإنجليزية: nucleic acid)‏ الحمض النووي الريبوزي منقوص الأكسجين (DNA) والحمض النووي الريبوزي (RNA)، وهي أعضاء عائلةٍ من البوليمرات الحيوية، وهو مرادفٍ لتسمية عديد النوكليوتيد. سُميت الأحماض النووية لاكتشافها الأولي داخل نواة الخلية، ولوجود مجموعاتِ الفوسفات (المُرتبطة بحمض الفوسفوريك). ولكن على الرغم من اكتشافه لأول مرة داخل نواة الخلايا حقيقية النواة، إلا أنَّ الأحماض النووية تُوجد في جميع أشكال الحياة، بما في ذلك داخل البكتيريا، والعتائق، والميتوكوندريا، والبلاستيدات الخضراء، والفيروسات، وفيروسيات الشكل.[بحاجة لمصدر] (هناك جدلٌ حول ما إذا كانت الفيروسات حية أو غير حية). تحتوي جميع الخلايا الحية على كلٍ من الحمض النووي الريبوزي منقوص الأكسجين (دنا) والحمض النووي الريبوزي (رنا) (باستثناء بعض الخلايا مثل خلايا الدم الحمراء الناضجة)، بينما تحتوي الفيروسات إما على الدنا أو الرنا، ولكن عادةً لا تحتوي على كليهما. المكون الأساسي للأحماض النووية هو النيوكليوتيدات، ويحتوي كلٌ منها يحتوي على سكر البنتوز (ريبوز أو ريبوز منقوص الأكسجين)، ومجموعة فوسفات، وقاعدة نووية. أيضًا تتولد الأحماض النووية داخل المختبر، وذلك من خلال استخدام الإنزيمات (بوليميرازات الدنا والرنا)، وأيضًا عبر الاصطناع الكيميائي للطور الصلب. تتيح الطرق الكيميائية أيضًا توليد أحماض نووية مُتغيرة غير موجودةٍ في الطبيعة، مثل الأحماض النووي الببتيدية.
في اللغة العربية، تُعتبر تسمية الحَمْضُ النَوَويّ أكثر شيوعًا من باقي التسميات الأُخرى، والتي تشمل:حامض النَّواة، حامض نووي، حمض النَّوى، حامض النوكلييك، حامض النيوكلييك.

## التركيب والحجم الجزيئي
الأحماض النووية في العادة جزيئات كبيرة جدا، وجزيئات الدنا هي على الأرجح أكبر الجزيئات الفردية المعروفة. يتراوح طول جزيئات الأحماض النووية البيولوجية المدروسة جيدا بين 21 نوكليوتيد (الرنا المتدخل الصغير) إلى ملايين النوكليوتيدات كما هو الحال في الصبغيات الكبيرة (الصبغي البشري 1 هو جزيء واحد يحتوي على 247 مليون زوج قاعدي). في معظم الحالات، جزيئات الدنا الطبيعية هي مزدوجة السلاسل وجزيئات الرنا الطبيعية مفردة السلسلة، مع وجود العديد من الاستثناءات. بعض الفيروسات تملك جينومات مكونة من جزيئات رنا مزدوجة السلاسل وفيروسات أخرى تملك جينومات ذات رنا مفرد السلسلة، وفي بعض الحالات يمكن أن تتشكل بنُى أحماض نووية ثلاثية أو رباعية السلاسل.
الأحماض النووية هي مكثورات أو بوليميرات (سلسلة) خطية من النوكليوتيدات، وكل نوكليوتيد يتكون من ثلاث مكونات: قاعدة نووية بيورينية أو بيريميدينية (في بعض الأحيان تسمى قاعدة نيتروجينية أو قاعدة فقط)، سكر بنتوز، ومجموعة فوسفات.
تسمى البنية الفرعية المكونة من سكر وقاعدة نووية نوكليوسيد. تختلف الأحماض النووية في بينة السكر في نوكليوتيداتها حيث يحتوي الدنا على ريبوز منقوص الأكسجين في ذرة الكربون 2' ويحتوي الرنا على الريبوز (والفرق الوحيد بينهما هو وجود مجموعة هيدروكسيل في ذرة الكربون الثانية). كذلك، القواعد النووية المتواجدة في كلا نوعي الأحماض النووية مختلفة: أدينين، سايتوسين والغوانين تتواجد في كل من الدنا والرنا، في حين يظهر الثايمين في الدنا واليوراسيل في الرنا.
جزيئات السكر والفوسفات في الأحماض النووية مرتبطة ببعضها بشكل متناوب في سلسلة (العمود الفقري السكر-فوسفات) عبر روابط فوسفات ثنائي الإستر. في التسميات المتفق عليها، ذرات كربون السكر التي ترتبط بها مجموعات الفوسفات هي كربوني النهاية 3' والنهاية 5'، هذا يعطي الأحماض النووية اتجاهية ونهايات جزيئات الأحماض النووية يشار إليها بالنهاية 3' والنهاية 5'. ترتبط القواعد النووية بجزيئات السكر عبر روابط غليكوسيدية تتشكل بين ذرة كربون حلقة البنتوز 1' وذرة نيتروجين في حلقة القاعدة النووية (N-1 مع البيريميدينات وN-9 مع البيورينات).
تتواجد النوكليوسيدات غير القياسية كذلك في كل من الرنا والدنا وعادة ما تكون نتيجة لتغيرات في النوكليوسيدات القياسية داخل جزيء الدنا أو بشكل أساسي في نسخة الرنا (الأولية). جزيئات الرنا الناقل تحتوي على عدد كبير من النوكليوسيدات المعدلة.

## التوضع
تتكون الأحماض النووية مزدوجة السلاسل من تسلسلات مكملة، وترابط واتسون-كريك لهذه النوكليوتيدات المتكاملة بين السلسلتين ينتج عنه بنية لولب مزدوج ثلاثية الأبعاد منتظمة عالية التكرار. في المقابل، بنية جزيئات الرنا والدنا مفردة السلسلة ليست مقيدة في لولب مزدوج منتظم، ويمكنها اتخاذ بنُى ثلاثية الأبعاد شديدة التعقيد مبنية على امتدادات قصيرة لتسلسلات أزواج قاعدية داخل جزيئية تشمل أزواج القواعد المرتبط بطريقة واتسون-كريك وأزواج قواعد غير معيارية، ومجموعة متنوعة من التآثرات الثالثية المعقدة.
جزيئات الأحماض النووية في العادة غير متفرعة، ويمكن أن تتخذ جزيئاتها بنية خطية أو دائرية. على سبيل المثال: صبغيات البكتيريا، البلازميدات، دنا المتقدرة، ودنا الصانعة اليخضورية عادة ما تكون ذات جزيئات دنا دائرية مزدوجة السلاسل، في حين أن الصبغيات في أنوية حقيقيات النوى عادة ما تكون ذات جزيئات خطية مزدوجة السلاسل. معظم جزيئات الرنا خطية -جزيئات مفردة السلسلة- لكن يمكن أن تنتُج كل من جزيئات الرنا الدائرية والمتفرعة من تفاعلات توصيل الرنا. مجموع أعداد البيريميدينات مساوٍ لمجموع أعداد البيورينات، وقطر اللولب المزدوج حوالي 20 أنغستروم.

## التسلسل
يختلف جزيء الدنا (DNA) أو الرنا (RNA) الواحد عن الآخر في تسلسل النيوكليوتيدات. يُعتبر تسلسل النيوكليوتيد ذو أهميةٍ كبيرةٍ في علم الأحياء؛ وذلك لأنها تحمل التعليمات النهائية التي تُشفر جميع الجزيئات الحيوية، والتجمعات الجزيئية، والهياكل الخلوية وتحت الخلوية، والأعضاء، والكائنات الحية، كما تفعلُ مباشرةً الإدراك والذاكرة والسلوك (طالع علم الوراثة). بُذلت جهودٌ هائلةٌ في تطوير طرقٍ تجريبية لتحديد تسلسل النيوكليوتيدات في جزيئات الدنا والرنا الحيوي، وحاليًا يُحدد يوميًا تسلسلُ مئات ملايين النيوكليوتيدات في مراكز الجينوم والمختبرات الأصغر في جميع أنحاء العالم. بالإضافة إلى الحفاظ على قاعدة بيانات تسلسل الحمض النووي في جينبانك (GenBank)، كما أنَّ المركز الوطني لمعلومات التقانة الحيوية (NCBI) يُوفر مُوارد تحليل واسترجاع للبيانات الموجودة في جينبانك (GenBank) والبيانات الحيوية الأخرى المتاحة من خلال موقعهم على شبكة الإنترنت.

## الأنواع

### الحمض النووي الريبوزي منقوص الأكسجين

الصيغة الكيميائية للدنا، الروابط الهيدروجينية تظهر على شكل خطوط منقطة.

الحمض النووي الريبوزي منقوص الأكسجين (بالإنجليزية: Deoxyribonucleic acid)‏ واختصارًا (دنا: DNA) هو حمض نووي يحتوي على المعلومات الوراثية المستخدمة في النمو والتكاثر وأداء الوظائف لدى جميع الكائنات الحية المعروفة. قِطع الدنا التي تحمل المعلومات الوراثية تسمى جينات، ولتسلسلات الدنا الأخرى وظائف بنيوية أو لها دور في تنظيم استخدام المعلومات الجينية. إلى جانب البروتينات والسكريات، الدنا هو أحد الجزيئات الضخمة الثلاث الضرورية لجميع أشكال الحياة المعروفة. يتكون الدنا من مبلمرين طويلين من وحدات بسيطة تسمى النوكليوتيدات مع عمودين فقريين يتكونان من جزيئات السكر والفسفور مرتبطان بالتناوب بواسطة روابط فوسفات ثنائي الأستر. هاتين السلسلتين (الطاقين) تمضيان في اتجاهين متعاكسين بالنسبة لبعضهما، أي في توازي متضاد. يرتبط بكل جزيء سكر (ريبوز منقوص الأكسجين) واحد من أربعة أنواع من الجزيئات تسمى قواعد نووية (أو قواعد). تسلسل أو تتالي هذه القواعد الأربعة على طول العمود الفقري هو الذي يشفِّر المعلومات، وتُقرأ هذه المعلومات باستخدام الشيفرة الجينية التي تحدد تسلسل الأحماض الأمينية في البروتينات. تُقرأ المعلومات المشفرة عبر نسخ أجزاء من الدنا إلى الحمض النووي رنا في عملية تسمى النسخ. داخل الخلايا ينتظم الدنا في بنى طويلة تسمى صبغيات. أثناء انقسام الخلية تتم مضاعفة هذه الصبغيات في عملية تضاعف الدنا ومنح كل خلية بنت مجموعة كاملة من الصبغيات الخاصة بها. تخزن حقيقيات النوى (الحيوانات، النبات، الفطريات، والطلائعيات) معظم الدنا الخاص بها داخل نواة الخلية وبعضه في عضيات مثل المتقدرات أو الصانعات اليخضورية. في المقابل، تخزن بدائيات النوى (بكتيريا، عتائق) الدنا الخاص بها في السيتوبلازم فقط. داخل الصبغيات، تحزِّم بروتينات الكروماتين مثل الهستونات الدنا وتنظمه لتقلل من الحجم الذي يشغله، وتقود هذه البُنى المحزمة التآثرات بين الدنا والبروتينات الأخرى، وتساعد على التحكم في الأجزاء التي يتم نسخها.

### الحمض النووي الريبوزي
الحمض النووي الريبوزي (بالإنجليزية: Ribonucleic acid)‏ واختصارًا (رنا: RNA) ووظيفته هي تحويل المعلومات الوراثية في الجينات إلى تسلسلات الأحماض الأمينية في البروتينات. الأنواع الثلاثة الشهيرة من الرنا هي: الرنا الرسول، الرنا الناقل، والرنا الريبوسومي. يعمل الرنا الرسول على حمل تسلسل المعلومة الوراثية من الدنا إلى الريبوسومات، وتوجيه عملية تخليق البروتين. الرنا الريبوسومي هو مكون رئيسي في الريبوسوم ويحفز إنشاء الرابطة الببتيدية. يعمل الرنا الناقل كحامل لجزيئات الأحماض الأمينية التي تُستخدم في تخليق البروتين وهو مسؤول على فك شفرة الرنا الرسول، فضلا عن ذلك توجد العديد من أنواع الرنا الأخرى أهمها الرنا المتدخل الصغير والرنا الميكروي اللذين لهما دور في عملية تنظيم التعبير الجيني عبر عملية تدخل الرنا، والرنا غير المشفر الطويل الذي له دور في تنظيم التعبير الجيني والتخلق.

### حمض نووي اصطناعي
صُممِّت نظائر الحمض النووي الاصطناعية وصُنِّعت من قبل الكيميائيين وتشمل: الحمض النووي الببتيدي، مورفولينو والحمض النووي المقفل، الحمض النووي الغليوكولي، والحمض النووي الثريوزي. يتميز كل واحد من هذه الأحماض النووية عن الأحماض النووية الطبيعية (دنا أو رنا) بتغيُّرات في جزيئات العمود الفقري (السلسلة الرئيسية).

## هوامش
1. الحمض النووي الريبوزي منقوص الأكسجين (الدنا أو DNA)، والحمض النووي الريبوزي (الرنا أو RNA).
2. أطلق فريدريك ميسشر تسمية نوكلين (بالإنجليزية: nuclein)‏ على الحمض النووي (بالإنجليزية: Nucleic acid)‏.

### باللغة الإنجليزية
1. 1 2  "Glossary of Class Names of Organic Compounds and Reactive Intermediates Based on Structure (IUPAC Recommendations 1995)". Pure and Applied Chemistry (بالإنجليزية) (8–9): 1307–1375. 1995. DOI:10.1351/PAC199567081307.
2. ↑  Jonathan B. Chaires (23 Jan 2006). "Sequence- and structural-selective nucleic acid binding revealed by the melting of mixtures.". Nucleic Acids Research (بالإنجليزية) (2): e14. DOI:10.1093/NAR/GNJ012.
3. 1 2 3 4  مذكور في: Gene Ontology release 2019-11-16. تاريخ النشر: 16 نوفمبر 2019.
4. ↑  مذكور في: Gene Ontology release 2022-07-01. تاريخ النشر: 1 يوليو 2022.
5. ↑  قاموس مصطلحات الفلاحة (بالعربية والفرنسية). الجزائر العاصمة: المجلس الأعلى للغة العربية بالجزائر. 2018. ص. 16. ISBN:978-9931-681-42-7. OCLC:1100055505. QID:Q121071043.
6. ↑  المعجم الموحد لمصطلحات علم الأحياء، سلسلة المعاجم الموحدة (8) (بالعربية والإنجليزية والفرنسية)، تونس: مكتب تنسيق التعريب، 1993، ص. 252، OCLC:929544775، QID:Q114972534
7. ↑  معجم البيولوجيا في علوم الأحياء والزراعة (بالعربية والإنجليزية)، القاهرة: مجمع اللغة العربية بالقاهرة، 1984، ص. 160، OCLC:784510940، QID:Q126172615
8. ↑  "What is DNA". What is DNA. Linda Clarks. مؤرشف من الأصل في 2019-01-18. اطلع عليه بتاريخ 2016-08-06.
9. ↑  بل برياسون, موجز تاريخ كل شيء تقريبا, Broadway Books, 2015.p. 500.
10. ↑  Dahm R (يناير 2008). "Discovering DNA: Friedrich Miescher and the early years of nucleic acid research". Human Genetics. ج. 122 ع. 6: 565–81. DOI:10.1007/s00439-007-0433-0. PMID:17901982.
11. ↑  Cox، Michael؛ Nelson، David (2008). Principles of Biochemistry. Susan Winslow. ص. 288. ISBN:9781464163074. مؤرشف من الأصل في 2020-03-17. {{استشهاد بكتاب}}: الوسيط غير المعروف |name-list-format= تم تجاهله يقترح استخدام |name-list-style= (مساعدة)
12. ↑  "Pioneer Molecular Biologist". مؤرشف من الأصل في 2020-02-05. اطلع عليه بتاريخ 2020-02-06.
13. ↑  "DNA Structure". What is DNA. Linda Clarks. مؤرشف من الأصل في 2020-02-05. اطلع عليه بتاريخ 2016-08-06.
14. ↑  Lander ES، Linton LM، Birren B، Nusbaum C، Zody MC، Baldwin J، وآخرون (فبراير 2001). "Initial sequencing and analysis of the human genome" (PDF). Nature. ج. 409 ع. 6822: 860–921. Bibcode:2001Natur.409..860L. DOI:10.1038/35057062. PMID:11237011. مؤرشف من الأصل (PDF) في 2016-03-13.
15. ↑  Venter JC، Adams MD، Myers EW، Li PW، Mural RJ، Sutton GG، وآخرون (فبراير 2001). "The sequence of the human genome". Science. ج. 291 ع. 5507: 1304–51. Bibcode:2001Sci...291.1304V. DOI:10.1126/science.1058040. PMID:11181995.
16. ↑  Budowle B، van Daal A (أبريل 2009). "Extracting evidence from forensic DNA analyses: future molecular biology directions". BioTechniques. ج. 46 ع. 5: 339–40, 342–50. DOI:10.2144/000113136. PMID:19480629.
17. ↑  Elson D (1965). "Metabolism of Nucleic Acids (Macromolecular DNA and RNA)". Annual Review of Biochemistry. ج. 34: 449–86. DOI:10.1146/annurev.bi.34.070165.002313. PMID:14321176.
18. ↑  Dahm R (يناير 2008). "Discovering DNA: Friedrich Miescher and the early years of nucleic acid research". Human Genetics. nih.gov. ج. 122 ع. 6: 565–81. DOI:10.1007/s00439-007-0433-0. PMID:17901982.
19. 1 2  Brock TD، Madigan MT (2009). Brock biology of microorganisms. Pearson / Benjamin Cummings. ISBN:978-0-321-53615-0.
20. ↑  Hardinger, Steven؛ University of California, Los Angeles (2011). "Knowing Nucleic Acids" (PDF). ucla.edu. مؤرشف من الأصل (PDF) في 2016-03-04.
21. ↑  Mullis, Kary B. The Polymerase Chain Reaction (Nobel Lecture). 1993. (retrieved December 1, 2010) http://nobelprize.org/nobel_prizes/chemistry/laureates/1993/mullis-lecture.html نسخة محفوظة 2018-08-12 على موقع واي باك مشين.
22. ↑  Verma S، Eckstein F (1998). "Modified oligonucleotides: synthesis and strategy for users". Annual Review of Biochemistry. ج. 67: 99–134. DOI:10.1146/annurev.biochem.67.1.99. PMID:9759484. مؤرشف من الأصل في 2022-03-09.
23. ↑  Gregory SG، Barlow KF، McLay KE، Kaul R، Swarbreck D، Dunham A، وآخرون (مايو 2006). "The DNA sequence and biological annotation of human chromosome 1". Nature. ج. 441 ع. 7091: 315–21. Bibcode:2006Natur.441..315G. DOI:10.1038/nature04727. PMID:16710414.
24. ↑  Todorov TI، Morris MD (أبريل 2002). "Comparison of RNA, single-stranded DNA and double-stranded DNA behavior during capillary electrophoresis in semidilute polymer solutions". Electrophoresis. معاهد الصحة الوطنية الأمريكية. nih.gov. ج. 23 ع. 7–8: 1033–44. DOI:10.1002/1522-2683(200204)23:7/8<1033::AID-ELPS1033>3.0.CO;2-7. PMID:11981850.
25. ↑  Margaret Hunt؛ University of South Carolina (2010). "RN Virus Replication Strategies". sc.edu. مؤرشف من الأصل في 2014-11-03.
26. ↑  McGlynn P، Lloyd RG (أغسطس 1999). "RecG helicase activity at three- and four-strand DNA structures". Nucleic Acids Research. ج. 27 ع. 15: 3049–56. DOI:10.1093/nar/27.15.3049. PMC:148529. PMID:10454599.
27. ↑  Stryer, Lubert؛ Berg, Jeremy Mark؛ Tymoczko, John L. (2007). Biochemistry. San Francisco: W.H. Freeman. ISBN:978-0-7167-6766-4.
28. ↑  Rich A، RajBhandary UL (1976). "Transfer RNA: molecular structure, sequence, and properties". Annual Review of Biochemistry. ج. 45: 805–60. DOI:10.1146/annurev.bi.45.070176.004105. PMID:60910.
29. ↑  Watson JD، Crick FH (أبريل 1953). "Molecular structure of nucleic acids; a structure for deoxyribose nucleic acid". Nature. ج. 171 ع. 4356: 737–8. Bibcode:1953Natur.171..737W. DOI:10.1038/171737a0. PMID:13054692.
30. ↑  Ferré-D'Amaré AR، Doudna JA (1999). "RNA folds: insights from recent crystal structures". Annual Review of Biophysics and Biomolecular Structure. ج. 28: 57–73. DOI:10.1146/annurev.biophys.28.1.57. PMID:10410795.
31. ↑  Alberts, Bruce (2008). Molecular biology of the cell. New York: Garland Science. ISBN:978-0-8153-4105-5.
32. ↑  Gilbert, Walter G. 1980. DNA Sequencing and Gene Structure (Nobel Lecture) http://nobelprize.org/nobel_prizes/chemistry/laureates/1980/gilbert-lecture.html نسخة محفوظة 2018-01-06 على موقع واي باك مشين.
33. ↑  Sanger, Frederick. 1980. Determination of Nucleotide Sequences in DNA (Nobel Lecture) http://nobelprize.org/nobel_prizes/chemistry/laureates/1980/sanger-lecture.html نسخة محفوظة 2018-01-06 على موقع واي باك مشين.
34. ↑  NCBI Resource Coordinators (يناير 2014). "Database resources of the National Center for Biotechnology Information". Nucleic Acids Research. ج. 42 ع. Database issue: D7-17. DOI:10.1093/nar/gkt1146. PMC:3965057. PMID:24259429.

### باللغة العربيَّة
1. ↑  "ترجمة (Nucleic acid) في المعجم الطبي الموحد". مكتبة لبنان ناشرون. مؤرشف من الأصل في 2020-02-05. اطلع عليه بتاريخ 2020-02-05.
2. 1 2  "ترجمة (Nucleic acid) في القاموس الجديد للمصطلحات العلمية والتقنية". مكتبة لبنان ناشرون. مؤرشف من الأصل في 2020-02-06. اطلع عليه بتاريخ 2020-02-05.
3. 1 2  "ترجمة (Nucleic acid) في القاموس العلمي المصور الجديد". مكتبة لبنان ناشرون. مؤرشف من الأصل في 2020-02-05. اطلع عليه بتاريخ 2020-02-05.
4. 1 2  "ترجمة (Nucleic acid) في القاموس الطبي". مكتبة لبنان ناشرون. مؤرشف من الأصل في 2020-02-05. اطلع عليه بتاريخ 2020-02-05.
5. 1 2 3 4  "ترجمة (Nucleic acid) في موقع القاموس". www.alqamoos.org. مؤرشف من الأصل في 2020-02-06. اطلع عليه بتاريخ 2020-02-05.
6. 1 2  "ترجمة (Nucleic acid) في قاموس المعاني". قاموس المعاني. مؤرشف من الأصل في 2020-02-05. اطلع عليه بتاريخ 2020-02-05.
7. ↑  "ترجمة (Nucleic acid) في المغني الأكبر". مكتبة لبنان ناشرون. مؤرشف من الأصل في 2020-02-05. اطلع عليه بتاريخ 2020-02-05.
8. 1 2  يُوسف حِتّي؛ أحمَد شفيق الخَطيب (2008). قامُوس حِتّي الطِبي للجَيب. بيروت، لبنان: مكتبة لبنان ناشرون. ص. 282. ISBN:995310235X. {{استشهاد بكتاب}}: الوسيط |تاريخ الوصول بحاجة لـ |مسار= (مساعدة)